# Carolina Bubbico
Carolina Bubbico (Lecce, 3 febbraio 1990) è una cantautrice, pianista e compositrice italiana.

## Biografia
Pianista, cantante, compositrice, arrangiatrice e direttrice d'orchestra. È attiva sulla scena musicale dal 2011 quando esordisce con l’originale progetto in solo “One girl band” che la vede impegnata nell’uso di più strumenti musicali, una loop machine, le percussioni oltre alla voce e al pianoforte. 	
Carolina Bubbico è un’artista poliedrica e completa, con importanti esperienze e partecipazioni che l’hanno portata a esibirsi nei più significativi festival italiani ed internazionali e in importanti club, tra cui i Blue Note di Milano, Tokyo e Pechino al fianco di Nicola Conte e in luoghi unici come l’Arena di Verona e Piazza del Popolo a Roma come vocalist e tastierista nel tour 2022 di Raf.	
Come direttrice d’orchestra vanta il primato di essere stata nel 2015 la più giovane arrangiatrice e direttrice d’orchestra che abbia mai calcato il palco del Festival di Sanremo, dirigendo Il Volo – vincitori di quell’edizione – e Serena Brancale. Nel 2023 torna a Sanremo in veste di arrangiatrice e direttrice d’orchestra per Elodie.
Nel 2012 approda al grande schermo firmando la sua prima colonna sonora e partecipando al cast del film ”L’amore è imperfetto” di Francesca Muci (R&C produzioni e Rai Cinema).
L’esordio discografico è nel 2013 con l’album “Controvento” con il quale ottiene un notevole successo di pubblico e critica.
In agosto 2015 compie il suo primo tour all’estero che la porta a suonare sui palchi di diversi festival in Germania. Lo stesso anno pubblica il suo secondo album “Una donna” (Workin’ Label 2015/ I.R.D. con il sostegno di Puglia Sounds Records) contenente 8 canzoni originali da lei composte ed arrangiate e una personale interpretazione della popolare “Superstition” di Stevie Wonder. Il singolo “Cos’è che c’è” è stato in programmazione su Rai Radio1 e Radio2. È stata ospite di trasmissioni televisive e radiofoniche sui canali Rai quali “Radio2 social club”, “Moby Dick”, “Rai Gulp”, “Il caffè di Uno mattina”, “Storie vere”, “Fuori linea”, “Variazioni su tema” e nel programma “Soundcheck” su Radio 24.
Nel 2017 compie un tour in Italia con il M° Peppe Vessicchio e i musicisti del Sesto Armonico per “Il grande viaggio insieme” di Conad. A dicembre 2017 è stata ospite, come cantante, arrangiatrice e direttrice per “The Brass Group” al Real Teatro Santa Cecilia di Palermo per la rassegna Brass in Jazz.
A febbraio 2018 ha partecipato, come unica cantante ammessa, alle audizioni del Thelonious Monk Institute a Los Angeles, diretto da Herbie Hancock e Wayne Shorter.
Dal 2017 collabora con il fratello Filippo Bubbico nel suo progetto di musiche originali, componendo alcuni dei testi e delle melodie dei brani che fanno parte dell’album di esordio “Sun Village”.
Nel 2019 nasce il progetto “Pangea” per il quale la Bubbico scrive e arrangia un programma sinfonico, presentato per la prima volta insieme all’Orchestra Oles in occasione dell’inaugurazione del nuovo Museo Castromediano di Lecce. Guarda Video
Nel 2018 è stata docente di Canto Pop presso il Conservatorio G. Martucci di Salerno. Attualmente è docente di Canto Pop presso il Conservatorio Tito Schipa di Lecce.
Nel 2020 il suo terzo album dal titolo “Il dono dell’ubiquità” (Sun Village Records), anticipato dal singolo e videoclip “Bimba”. A febbraio 2023 pubblica il singolo “Portami a ballare” che anticipa un nuovo album di inediti, la cui pubblicazione è attesa in autunno.

## Discografia

### Con le Lola and the Lovers
- 2011 - Pissed Off

### Album in studio
- 2020 -  Il dono dell'ubiquità (archiviato dall'url originale il 29 ottobre 2020).
- 2013 –  Controvento (archiviato dall'url originale il 29 settembre 2020).
- 2015 –  Una donna (archiviato dall'url originale il 18 settembre 2020).